# Saint-Beauzile
Saint-Beauzile település Franciaországban, Tarn megyében. Lakosainak száma 129 fő (2022. január 1.). Saint-Beauzile Campagnac, Castelnau-de-Montmiral, Sainte-Cécile-du-Cayrou, Vaour, Le Verdier és Vieux községekkel határos.

## Népesség
A település népessége az elmúlt években az alábbi módon változott:
| Lakosok száma | 136  | 114  | 111  | 108  | 120  | 125  | 129  | 133  | 132  | 129  |
|               | 1962 | 1975 | 1982 | 1999 | 2013 | 2015 | 2017 | 2019 | 2020 | 2022 |